# Пустынцев, Борис Павлович
Бори́с Па́влович Пусты́нцев (2 июня 1935, Владивосток — 4 марта 2014, Санкт-Петербург) — советский диссидент, переводчик и режиссёр дубляжа, российский правозащитник.

## Биография
Родился во Владивостоке; его отец — Павел Петрович (1910—1977), конструктор подводных лодок. В 1951 году, после назначения отца начальником ЦКБ-18, семья переехала в Ленинград.

### 1950-е годы
В 1954 году поступил в 1-й Ленинградский педагогический институт иностранных языков.
Участвовал в подпольной группе, состоявшей в основном из студентов института; в ноябре 1956 года они распространяли листовки с протестом против подавления советскими войсками восстания в Венгрии.
В 1957 году вместе с другими членами группы был арестован КГБ. Осуждён по статье 58 п. 10, 11 УК РСФСР к 10 годам лишения свободы; В начале 1962 года освобождён условно-досрочно.

### 1960—1980-е годы
Окончил вечернее отделение Педагогического института им. Герцена (английский язык, 1966).
После освобождения работал библиографом, переводчиком технической литературы, литературным редактором, автором синхронных текстов в кино, режиссёром дубляжа.
В 1960—1980-х годах — участник диссидентского движения.
В 1984 году был уволен с киностудии «Ленфильм», причём другие студии были оповещены, что КГБ возражает против его работы в кино (как вспоминал Пустынцев, это произошло после того, как начальником отдела кадров «Ленфильма» стал бывший оперативник КГБ, «разрабатывавший» их группу). В 1984—1989 годах работал на студиях «Таллинфильм» и «Эсттелефильм», в 1989 году смог вернуться на «Ленфильм».

### 1990—2000-е годы

#### Политическая деятельность
Баллотировался:
- 1993 — в Государственную думу России — по округу от блока «Выбор России».
- 1994 — в Законодательное собрание Санкт-Петербурга — от блока «Демократическое единство»; проиграл во втором туре.

В 1993—1995 годах работал помощником депутата Государственной думы Российской Федерации Михаила Молоствова.
В 1994—1997 годах — заместитель председателя Санкт-Петербургской организации партии «Демократический выбор России».

#### Правозащитная деятельность
В 1991—1996 годах — сопредседатель Санкт-Петербургского отделения правозащитного общества «Мемориал».
Соучредитель (1992) и председатель (с 1992) общественной правозащитной организации «Гражданский контроль», созданной «с целью обеспечить контроль со стороны парламента и граждан страны над деятельностью правоохранительных государственных органов». Автор многочисленных публикаций по вопросам соблюдения прав человека.
Член Совета при Президенте Российской Федерации по содействию развитию институтов гражданского общества и правам человека (с 2004 по июнь 2012 года); покинул Совет в знак несогласия с введённой процедурой интернет-выборов его членов.

## Награды
- Офицерский Крест ордена Заслуг Венгерской Республики (1993)[4].
- Благодарность Президента Российской Федерации (30 апреля 2008) — за большой вклад в развитие институтов гражданского общества и обеспечение защиты прав и свобод человека и гражданина[5].
- Лауреат премии Московской Хельсинкской группы в области защиты прав человека (2011)[6].